# 290 Bruna
Bruna (asteroide 290) é um asteroide da cintura principal, a 1,7323603 UA. Possui uma excentricidade de 0,2587941 e um período orbital de 1 305,08 dias (3,58 anos).
Bruna tem uma velocidade orbital média de 19,48242727 km/s e uma inclinação de 22,30698º.
Esse asteroide foi descoberto em 20 de Março de 1890 por Johann Palisa.